# قره‌ورن
کوی قره‌ورن نام منطقه‌ای واقع در جنوب شرقی شهر میاندوآب، آذربایجان غربی است.
کوی قره‌ورن، جزو بخش مرکزی شهر بوده و از طرف شرق با نصیرکندی و از طرف جنوب شرقی با حیدرآباد همسایه می‌باشد. این کوی که واقع در جنوب شرقی شهر میاندوآب می‌باشد از سال ۱۳۷۲ جزء بافت شهری شمرده می‌شود.
قره‌ورن واقع در منطقه جلگه‌ای بوده و اطراف آن را دشت‌ها و مزارع و باغات احاطه کرده است. طبق روایات 
این مکان به علت واقع شدن در کنار زرینه رود و حاصلخیزی آن؛ مورد توجه شاهزادگان، فرمان روایان و خانواده شان بوده و توجه ویژه‌ای به این منطقه داشته‌اند.
در سال ۱۳۴۵ دارای ۴۴۹ خانوار، ۲۵۳۱ نفر و در سال ۱۳۵۵ نیز ۶۹۸ خانوار در۴۰۸۵ جمعیت داشته‌است. این آمار در سال ۱۳۶۸ به ۸۴۷ خانوار و ۴۸۷۸ نفر رسیده است.

## در مورد اسم قره ورن
طبق لغت‌نامه دهخدا قراول ورن به معنی شخصی که نگهبانی می‌دهد؛ که این کلمه در طی زمان دچار تغییر شده و تبدیل به کلمه قره ورن گردیده است.
همچنین برخی از اهالی قدیمی این منطقه معتقدند واژه قره ورن، در اثر گذر زمان دچار تحول شده و در اصل «قلعه ویران» اسم اصلی این منطقه بوده است.